# Јепе брђанин
„Јепе брђанин“ је југословенски ТВ филм из 1970. године. Режирао га је Јован Коњовић, а сценарио је писао Лудвиг Холберг.

## Улоге
| Глумац                  | Улога |
| ----------------------- | ----- |
| Милутин Бутковић        |       |
| Дара Чаленић            |       |
| Иво Јакшић              |       |
| Мирко Милисављевић      |       |
| Павле Минчић            |       |
| Божидар Павићевић Лонга |       |
| Милан Пузић             |       |
| Миодраг Радовановић     |       |
| Никола Симић            |       |
| Љиљана Шљапић           |       |